# غاودا (جبن)

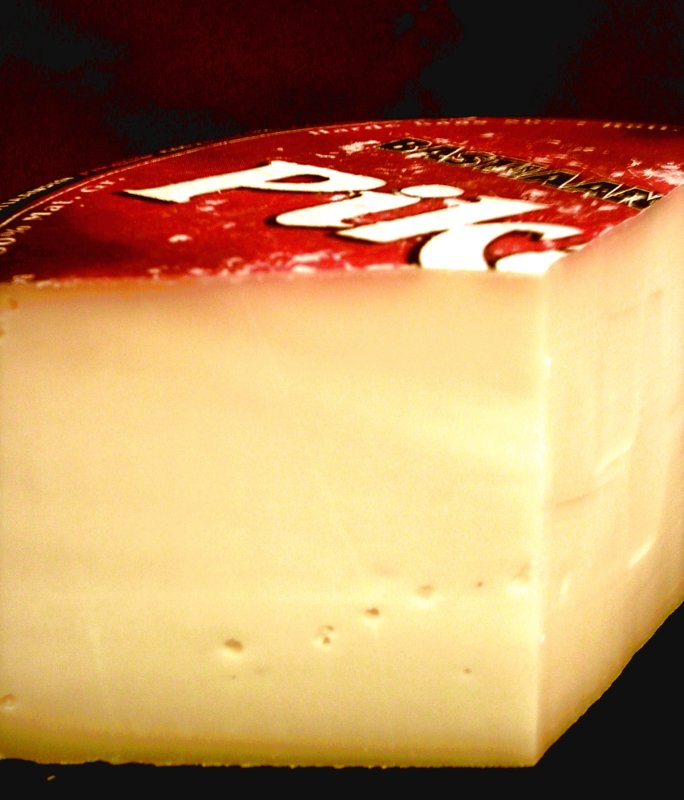
جبنة جودة

الغَوْدة أو الغاودا (بالهولندية: Goudse kaas) هي نوع من أنواع الجبن الأصفر الهولندي، وهو مصنوع من حليب البقر. وهي مسمّاه على اسم مدينة في هولندا بنفس الاسم. هي جبنة عالمية، وتباع في كل أنحاء العالم.